# Delinquent
Delinquent (lateinisch delinquere „sich vergehen, einen Fehltritt begehen“) ist eine insbesondere in der Kriminologie verwendete Bezeichnung für einen Straftäter oder eine straffällig gewordene Person. Das Wort kennzeichnet eine Person als Ausführende eines strafrechtlich verfolgbaren Delikts im weitesten Sinn, je nach Kontext können also auch Begeher einer Ordnungswidrigkeit – in Deutschland keine Straftat im eigentlichen Sinn – oder sonst in irgendeiner Weise strafrechtlich auffällig gewordene Personen (vom verwarnten Schwarzfahrer bis zum verurteilten Schwerverbrecher) eingeschlossen sein. Dabei hebt die Bezeichnung in der Regel eher auf soziologische als auf juristische Aspekte der Kriminalität (vgl. Delinquenz) ab.
Besonders häufig ist der Ausdruck im Kontext der Jugendkriminalität anzutreffen und hat hier auch Eingang in die Verwaltungssprache gefunden; so werden etwa arrestierte Minderjährige auch im Beamtenjargon als „Delinquenten“ bezeichnet. Da insbesondere strafunmündige Kinder, die eine strafrechtlich relevante Verfehlung begehen, nicht im vollen Sinn als „Straftäter“ bezeichnet werden können, bietet sich diese Wortalternative an. Daneben soll mit diesem Sprachgebrauch auch der Stigmatisierung und Kriminalisierung der Betroffenen vorgebeugt werden.
Im allgemeinen Sprachgebrauch steht Delinquent für einen Übeltäter, Gesetzesbrecher, Normenverletzer oder Regelübertreter. Der Ausdruck wird unter Umständen auch als Euphemismus oder „politisch korrekte“ Alternative verwendet, um negativ besetzte Synonyme wie Verbrecher oder Krimineller zu vermeiden, wenn diese als diskriminierend oder zu stark abwertend empfunden werden.

## Politische Delinquenten
In den Niederlanden wurde nach dem Zweiten Weltkrieg der Begriff „politische Delinquenten“ (politieke delinquenten) geprägt, der sich auf niederländische Staatsangehörige bezog, die im Krieg mit der deutschen Besatzungsmacht zusammengearbeitet hatten.